# Tipula nuntia
Tipula nuntia är en tvåvingeart som beskrevs av Alexander 1946. Tipula nuntia ingår i släktet Tipula och familjen storharkrankar. Inga underarter finns listade i Catalogue of Life.